# Запань (Иркутская область)
Запань — посёлок при станции в Тайшетском районе Иркутской области России. Входит в состав Зареченского муниципального образования. Находится примерно в 25 км к западу от районного центра.

## Топонимика
Название Запань происходит от русского запань — заводь, речной залив.

## Население
По данным Всероссийской переписи, в 2010 году в посёлке при станции проживали 64 человека (32 мужчины и 32 женщины).